# 照葉樹林文化
照葉樹林文化，是1970年代以来日本人类学家提出的日本文化源头理论。提出喜瑪拉雅山以南至日本关西有一常綠阔葉樹林，其中以云南为中心，日本的水稻种植与此文化有关。

## 具体内容
以种植野芋，水稻，食用发酵食物、黑齒、漆器、干栏式建筑、紋身、贯头衣、走婚与養鸬鷀为特色。云南是最集中体现的地方，也被认为是倭人发源地。

## 外部連結
- 照葉樹林文化: 日本文化の深層